# Edson Aparecido de Souza
Edson Aparecido de Souza (* 29. November 1962 in São Paulo) ist ein ehemaliger brasilianischer Fußballspieler.

## Karriere
Edson stand von 1986 bis 1990 beim japanischen Erstligisten Yomiuri unter Vertrag. Mit dem Verein wurde er 1986/87 japanischer Meister. 1986 und 1987 gewann er mit dem Verein den Kaiserpokal. 1990 wechselte er zum Zweitligisten Fujita Industries (Bellmare Hiratsuka). 1993 feierte er mit dem Verein die Meisterschaft und den Aufstieg in die erste Liga. 1994 gewann er mit dem Verein den Kaiserpokal. Für den Verein bestritt er 169 Ligaspiele und schoss dabei 32 Tore. Von 1997 bis 2000 war er außerdem noch beim Verein Yokogawa Electric unter Vertrag. Ende 2000 beendete er seine Karriere als Fußballspieler.

## Erfolge
Yomiuri
- Japanischer Meister: 1986/87
- Japanischer Pokalsieger: 1986, 1987

Bellmare Hiratsuka
- Japanischer Pokalsieger: 1994